# Štangelj
Štangelj je priimek več znanih Slovencev:
- Blaž Štangelj, zgodovinar
- Gorazd Štangelj (*1973), kolesar
- Metoda Lipnik Štangelj, farmakologinja/toksikologinja, prof. MF